# 1874 en philosophie
Chronologie de la philosophie
- 1870
- 1871
- 1872
- 1873
- 1874
- 1875
- 1876
- 1877
- 1878

L’année 1874 a été marquée, en philosophie, par les événements suivants :

## Publications
- The Methods of Ethics, d'Henry Sidgwick.
- Publication de la deuxième et de la troisième des Considérations inactuelles (Unzeitgemässe Betrachtungen), de Friedrich Nietzsche : Avantages et inconvénients de l'histoire pour la vie et Schopenhauer éducateur.

.

## Naissances
- 28 juillet : Ernst Cassirer, philosophe allemand, naturalisé suédois, mort en 1945.